# Kevin Ben
Kevin Ben  (* 2. Mai 1994) ist ein Schweizer Fussballspieler, der auf der Position des Mittelfeldspielers spielt.

## Karriere
Kevin Ben spielte bereits in seiner Jugend beim Servette FC Genève in den Jugendauswahlen, im Jahr 2013 erhielt er dann seinen ersten Profivertrag in der 1. Mannschaft des Servette FC. Sein Debüt feierte er am 22. Juli 2013.
Ende 2014 wurde er ablösefrei an Étoile Carouge abgegeben.